# Claudia Köhler
Claudia Köhler, född 11 november 1971 i Schwerin i Tyskland, är en tysk biolog och forskargruppschef vid Max Planck-institutet för molekylär växtcellsbiologi i Potsdam-Golm.
Köhler avlade examen vid Martin-Luther-Universität Halle-Wittenberg 1996. Hon doktorerade vid Freiburgs universitet 1999 och fortsatte där som postdoktorand innan hon år 2000 tog tjänst vid Zürichs universitet, där hon blev forskargruppsledare 2003. Från och med 2005 var hon assisterande professor vid ETH Zürich och 2010 utnämndes hon till professor i molekylär cellbiologi vid SLU. Sedan 2021 arbetar hon som forskningsgruppschef vid Max Planck-institutet för molekylär växtcellsbiologi i Potsdam-Golm. Hennes forskning har fokuserat på epigenetiska mekanismers betydelse för bland annat artbildningen. Man har bland annat beskrivit hur transposoner kodar för korta RNA-kjedjor som utgör en barriär för hybridisering av växter.
Hon är medförfattare till över 220 studier som citerats över 6 000 gånger och har (2021) enligt Google Scholar ett h-index på 51.

## Utmärkelser
- 2011 - Europeiska forskningsrådet startbidrag: utvald som en av 15 svenska forskare och den första vid SLU att motta anslag om upp till 1,5 miljoner euro för studier av polyploidisering.[8]
- 2017 - Göran Gustafssonpriset i molekylär biologi, för "sina banbrytande studier av genreglering, epigenetik och artbildning i växter med backtrav, Arabidopsis thaliana, som modellsystem."[9]
- 2017 - Invald i Kungliga Vetenskapsakademien med nummer 1268 i klassen för biologiska vetenskaper.[10]
- 2017 - Invald i EMBO.[5]
- 2017 - Wallenberg Scholar.[11]
- 2018 - Invald i Vetenskapsakademien Leopoldina i klassen för cell- och evolutionär biologi.[5]
- 2019 - Anslag från Knut och Alice Wallenbergs Stiftelse om 28 miljoner kronor för studier av signalering med RNA.[12]